# Трафик (фильм, 2021)
«Трафик» (англ. Crisis, первоначальное название англ. Dreamland) — триллер, снятый Николасом Джареки по собственному сценарию. В главных ролях: Гэри Олдмен, Люк Эванс, Эванджелин Лилли, Арми Хаммер, Мишель Родригес, Вероника Феррес, Миа Киршнер, Грег Киннир и Лили-Роуз Депп. Картина вышла в США 26 февраля 2021, 16 марта в Канаде и Австралии.

## Производство
В феврале 2019 года стало известно, что Арми Хаммер, Гэри Олдмен, Эванджелин Лилли и Вероника Феррес присоединились к актёрскому составу фильма, а Николас Джарески выступит режиссёром по сценарию, который он сам написал. Грег Киннир, Мишель Родригес и Лили-Роуз Депп вошли в актёрский состав в феврале. В марте 2019 года Адам Чекман присоединился к актёрскому составу фильма. В апреле 2019 года Индира Варма, Кид Кади, Люк Эванс, Миа Киршнер, Майк Аронов и Мартин Донован присоединились к актёрскому составу фильма.
Съёмочный период начался в феврале 2019 года.

## Сюжет
Фильм включает в себя три сюжетные линии, происходящие на фоне опиоидной эпидемии: история о наркоторговце, организовавшем операцию по контрабанде фентанила с участием нескольких картелей; об архитекторе, выздоравливающем от оксикодоновой зависимости и ведущем поиск пропавшего сына; и профессоре университета, борющемся с неожиданными открытиями о его работодателе в фармацевтической компании, которая выпустила на рынок новое обезболивающее, не вызывающее привыкания.

## В ролях
- Арми Хаммер — Джейк Келли
- Гэри Олдмен — Доктор Тайрон Брауэр
- Эванджелин Лилли — Клэр Рейманн
- Вероника Феррес — Мег Холмс
- Грег Киннир — Джефф Тэлбот
- Мишель Родригес — супервайзер Гарретт
- Лили-Роуз Депп — Эмми Келли
- Адам Чекман[англ.] — Армен
- Тони Гаррн — Сара
- Сара Сампайо — Айнез
- Эллора Торчия — Рива
- Индира Варма — Мадира Брауэр
- Кид Кади — Бен Уолкер
- Люк Эванс — Билл Симмонс
- Миа Киршнер — Сьюзан Рейманн
- Майкл Аранов — Минас
- Мартин Донован — Лоуренс Моран
- Дюк Николсон — Деррик